# Hiroshi Tanahashi
Hiroshi Tanahashi (棚橋 弘至, Tanahashi Hiroshi) (Ogaki, 13 de novembro de 1976) é um lutador japonês de wrestling profissional, que atualmente trabalha para a New Japan Pro Wrestling, e é o atual campeão British Heavyweight da RPW. Tendo um destaque maior em 2012 ao ter um combate contra Minoru Suzuki escolhido como cinco estrelas por Dave Meltzer.

## Títulos e prêmios
- Consejo Mundial de Lucha Libre

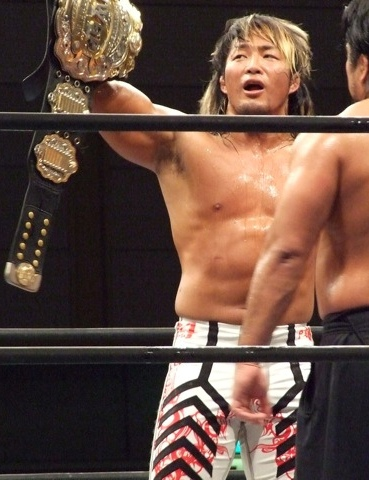
Tanahashi segurando o cinturão IWGP Heavyweight Championship durante seu quinto reinado como campeão.

  - CMLL World Trios Championship (1 vez) – com Okumura e Taichi[7]

- New Japan Pro Wrestling
  - IWGP Heavyweight Championship (8 vezes)[2]
  - IWGP Tag Team Championship (2 vezes) – com Yutaka Yoshie (1) e Shinsuke Nakamura (1)[2]
  - IWGP U-30 Openweight Championship (2 vezes)[2]
  - G1 Climax (2007)[2]
  - New Japan Cup (2005, 2008)[8][9]
  - IWGP Heavyweight Title Tournament (2007)[10]
  - U-30 One Night Tag Tournament (2004) – com Taiji Ishimori[11]
  - Heavyweight Tag MVP Award (2005) com Shinsuke Nakamura[12]
  - Fighting Spirit Award (2003)[13]
  - New Wave Award (2002)[14]
  - Outstanding Performance Award (2003, 2004)[13][15]
  - Singles Best Bout (2004) vs. Hiroyoshi Tenzan on August 15[15]
  - Young Lion Award (2001)[16]

- Pro Wrestling Illustrated
  - PWI o colocou na #7 posição dos 500 melhores lutadores individuais de 2009[17]

- Pro Wrestling Noah
  - GHC Tag Team Championship (1 vez) – com Yuji Nagata[2]

- Tokyo Sports Grand Prix
  - Best Bout Award (2012) vs. Kazuchika Okada em 16 de junho[18][19]
  - Fighting Spirit Award (2003, 2006)[20]
  - MVP Award (2009, 2011)[21][22]
  - Performance Award (2007)[23]

- Wrestling Observer Newsletter
  - Wrestler do Ano (2011)[24]
  - 5 Star Match (2012) vs. Minoru Suzuki em 8 de outubro[6]